# 欧内斯特·皮尔斯
欧内斯特·皮尔斯（英語：Ernest Peirce，1909年9月25日—1998年1月23日），南非男子拳击运动员。他曾代表南非参加1932年夏季奥林匹克运动会拳击比赛，获得一枚铜牌。他也曾参加1930年大英帝国运动会。